# Minhla
Minhla är en kommun i Myanmar.   Den ligger i regionen Magwayregionen, i den centrala delen av landet, 140 km väster om huvudstaden Naypyidaw. Antalet invånare är 111 065.